# エルネスト・シャプレ
エルネスト・シャプレ（Ernest Chaplet、1835年7月8日 - 1909年6月16日）はフランスの陶芸家、彫刻家である。

## 略歴
セーヴルで生まれた。セーヴルの製陶所の徒弟として働いた後、1857年か1874年までブール＝ラ＝レーヌの陶芸家フランソワ・ローラン(Francois Laurin: 1826-1901)の工房で働き、彩色した陶器を制作した。1875年からアメリカの陶器会社ハビランドの創業者デーヴィッド・ハヴィランドの息子が経営するパリの工房で働き始め、彫刻家のジュール・ダルーとも1882年から1884年の間、働いた。
1882年にパリのハビランドの工房の運営を任され、1885年に陶芸家のエミール＝アルベール・ルソール(Émile-Aubert Lessore)と働いた。1885年のパリの万国博覧会に陶芸作品を出展した。この頃は日本趣味の陶器を制作していた。1875年にブール＝ラ＝レーヌに自らの工場を創業し、1887年まで経営した。1887年からショワジー＝ル＝ロワに移り中国の景徳鎮の陶器に使われた深紅の釉薬、（サン・ド・ブフ釉薬）の再現に成功した。1886年には画家のポール・ゴーギャンと知り合い、ゴーギャンに陶芸を教えた。
1889年頃にはルネ・ド・サン＝マルソー、ジュール・ダルー、オーギュスト・ロダンといった彫刻家の作品の陶器による複製を制作した。
1904年頃に視力を失い、創作活動を止めて、工場は義理の息子の陶芸家、エミール・ルノーブルに譲った。1909年に自殺したとされる。

## 作品

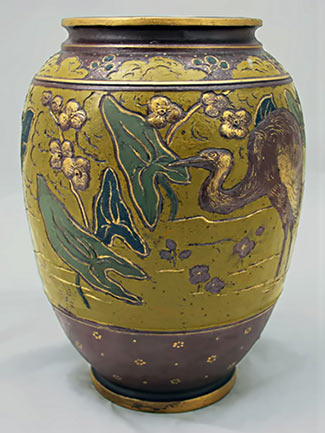
Ibis vase
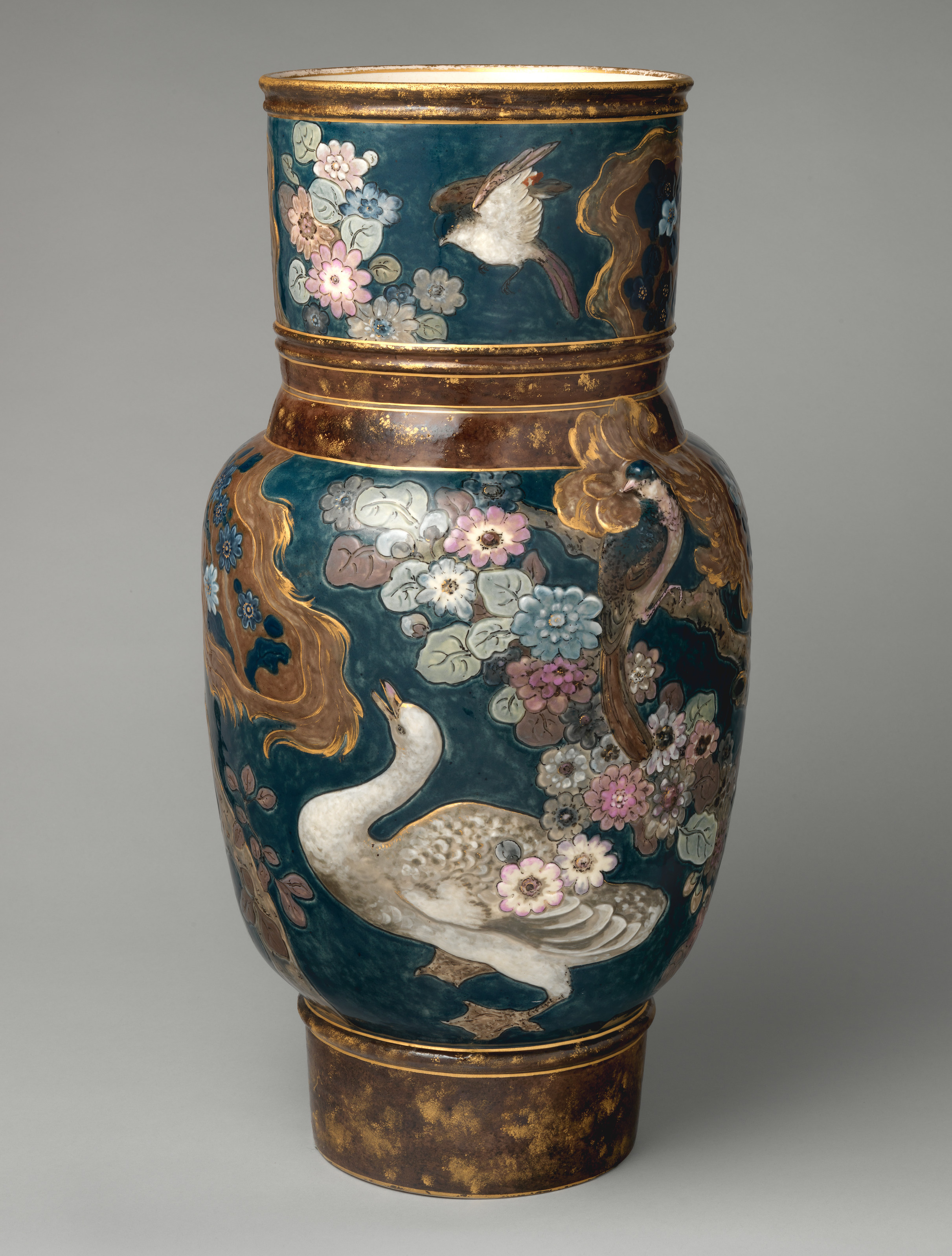
1880年代のHaviland & Co.の製品
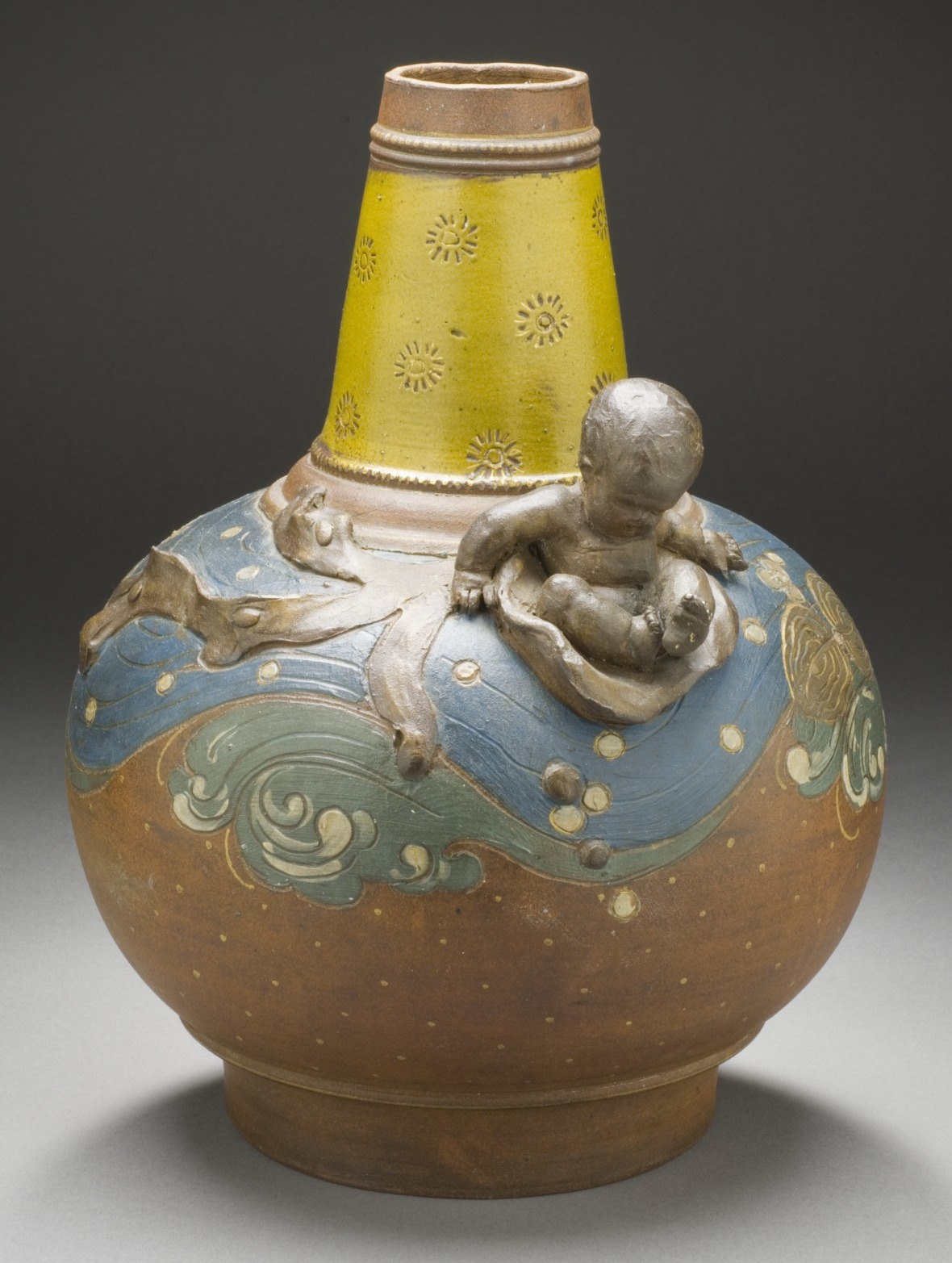
1880年代
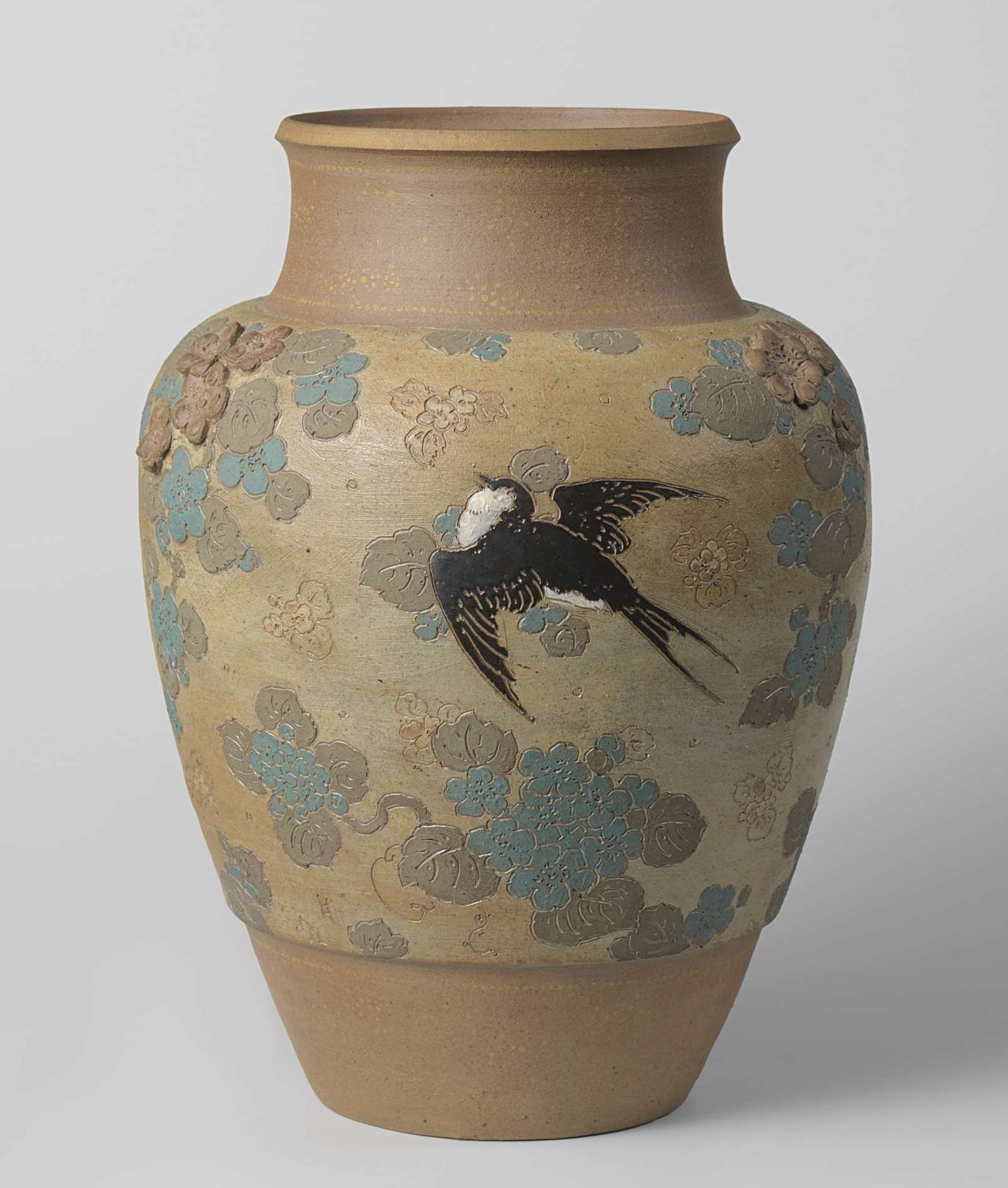
1880年代
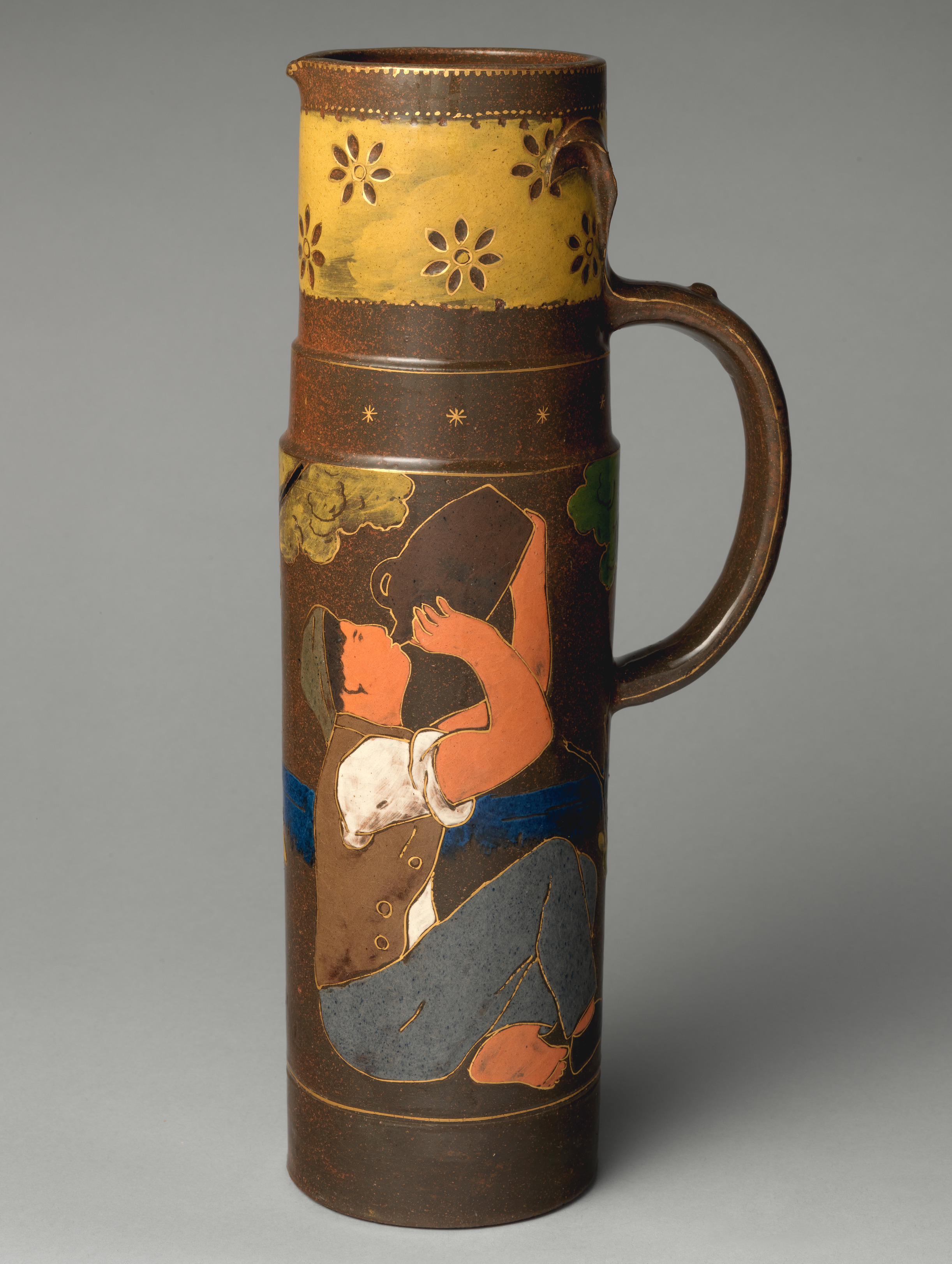
1880年代のHaviland & Co.の製品
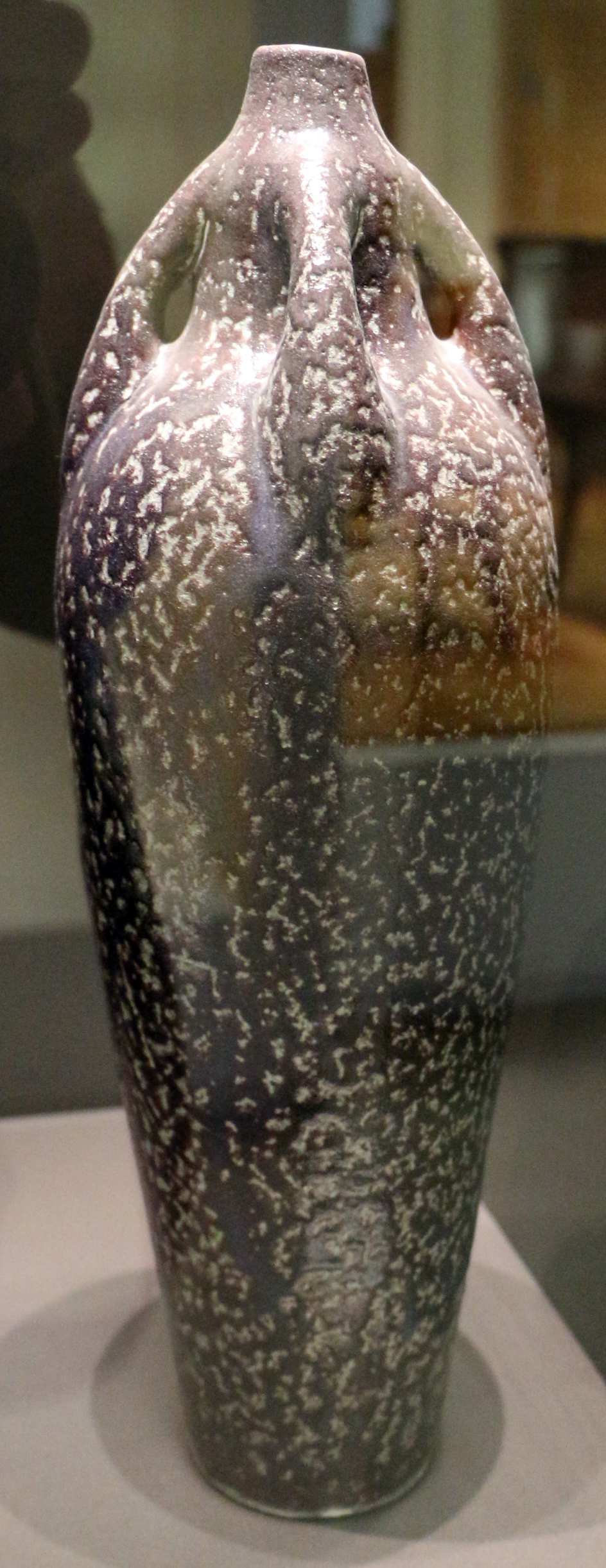
1899年の作品、オルセー美術館 蔵
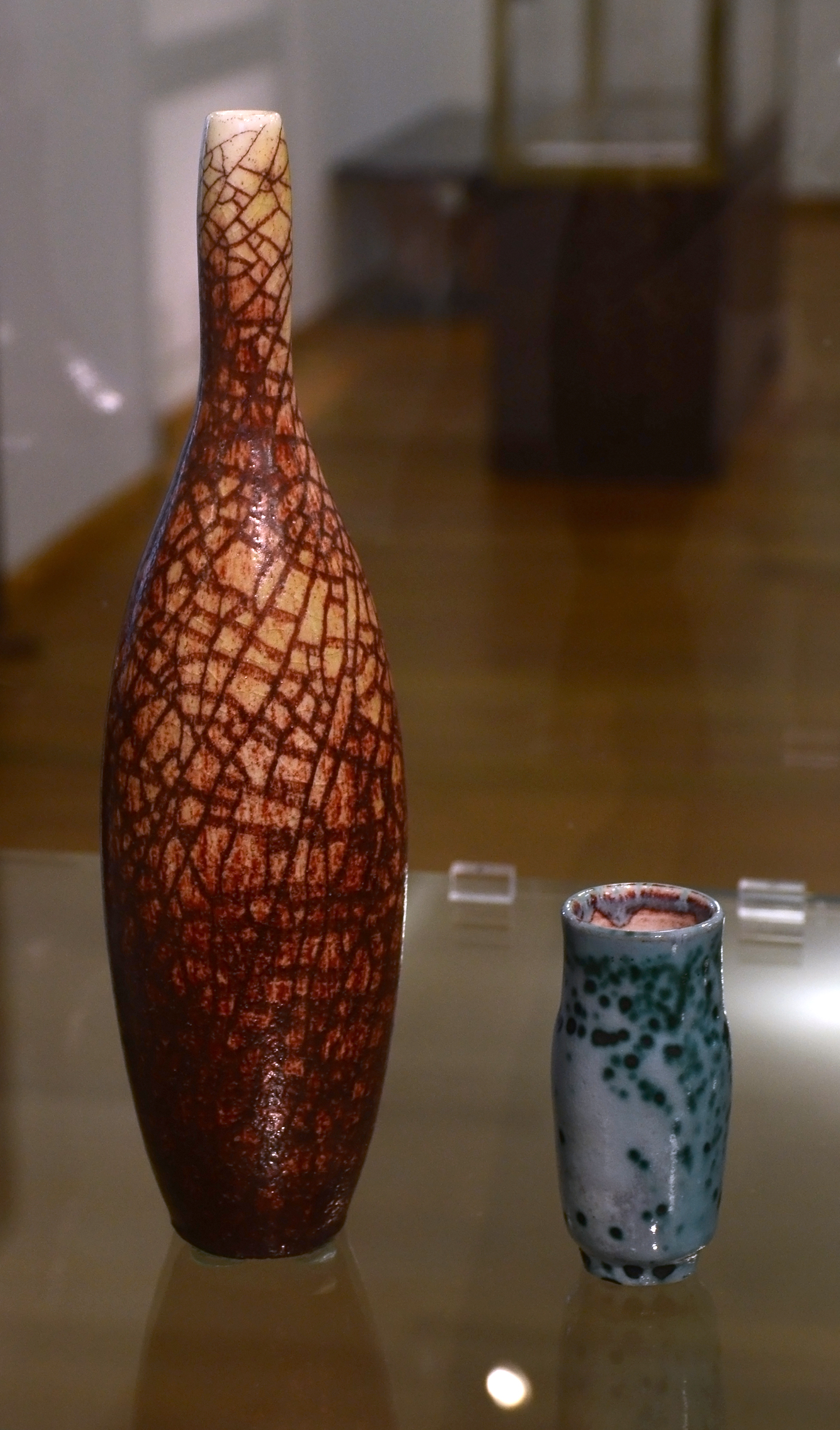
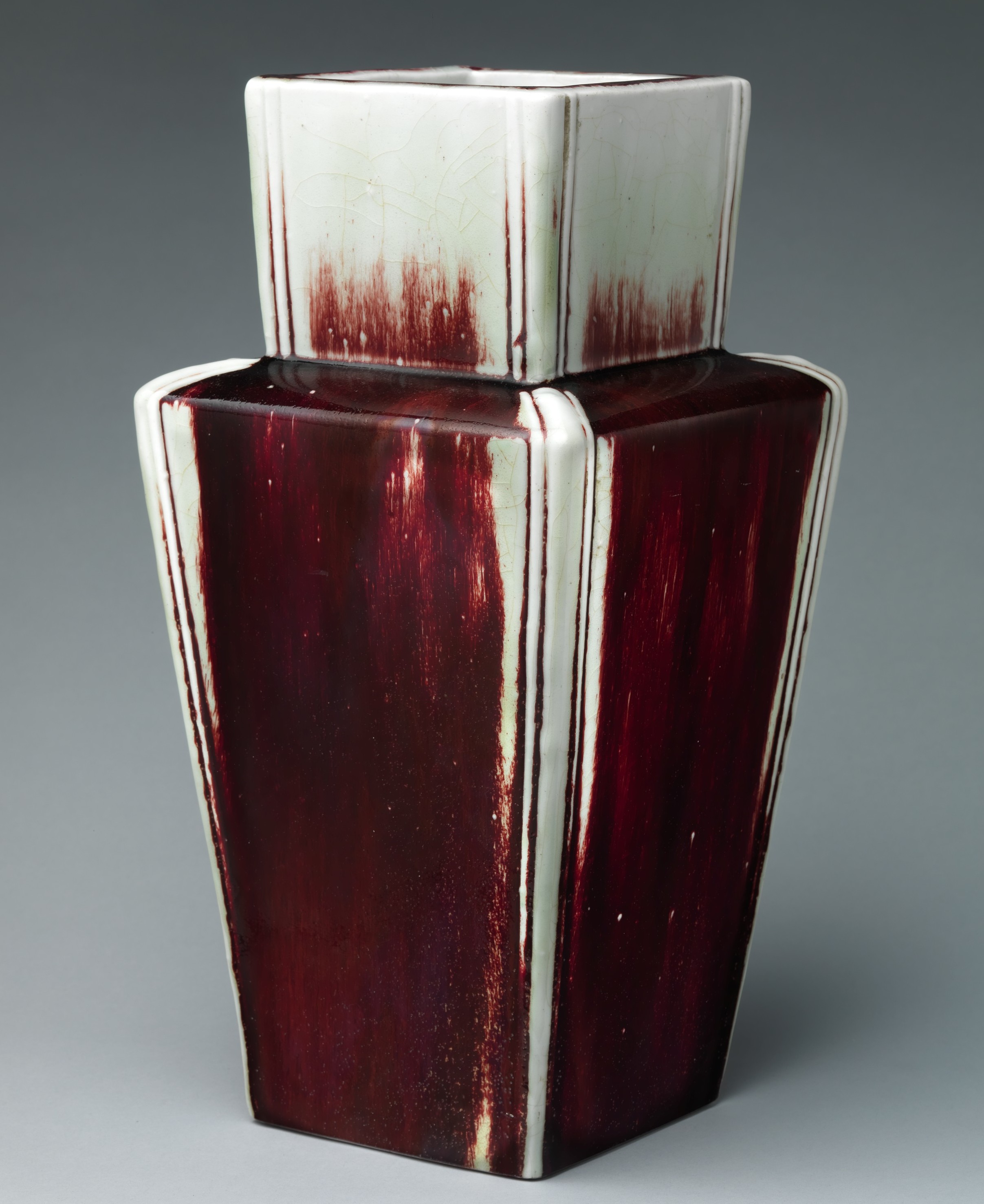
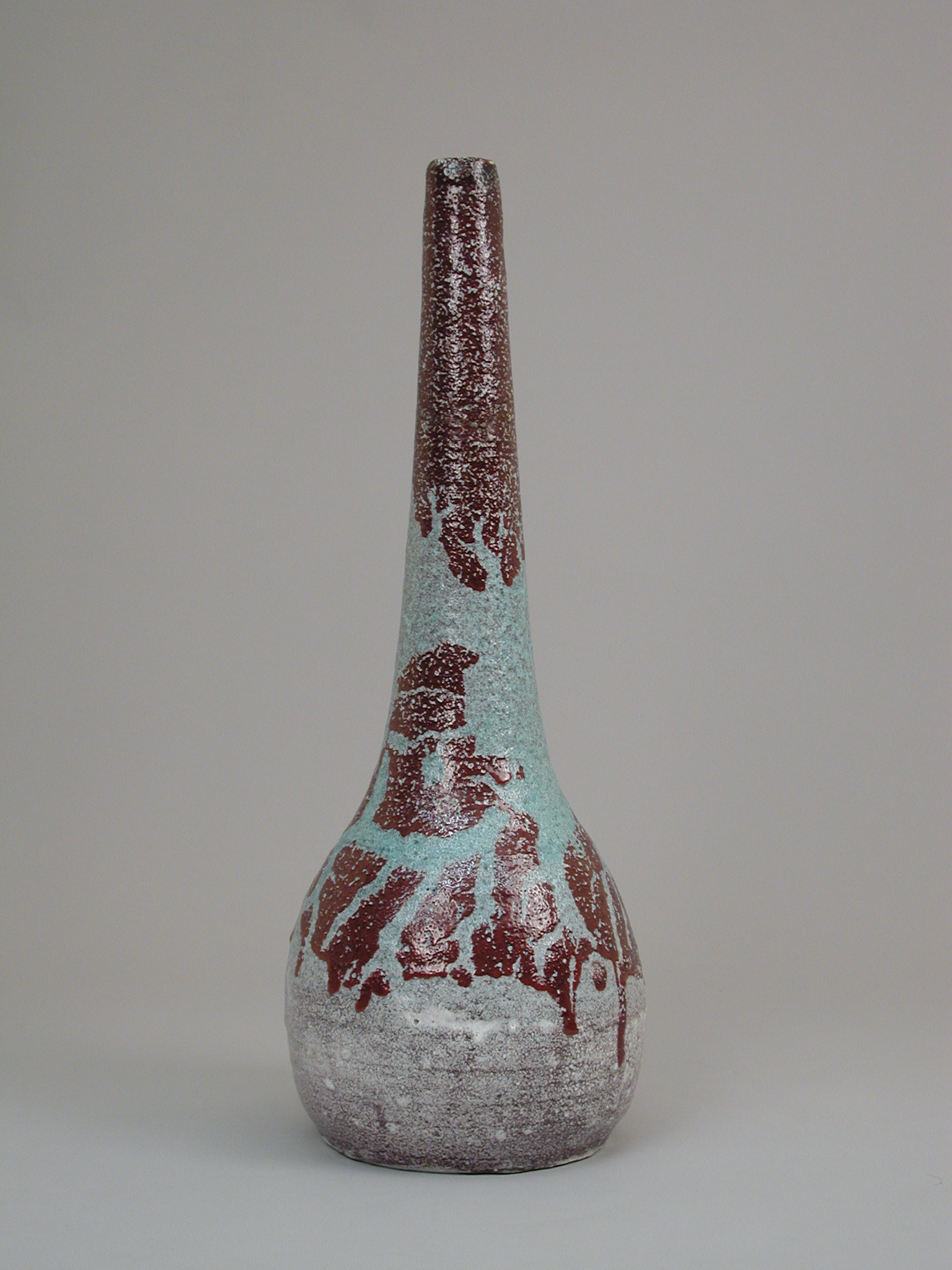